# Vaishali (district)
Vaishali is een district van de Indiase staat Bihar. Het district telt 2.712.389 inwoners (2001) en heeft een oppervlakte van 2036 km². De hoofdstad is Hajipur.
Het district dankt zijn naam aan de stad Vaishali (of Vesali), de hoofdstad van de Licchavi uit de Indische oudheid, thans een archeologische vindplaats.
Hoofdstad: Patna
Districten:
Divisie Bhagalpur: Banka · Bhagalpur
Divisie Darbhanga: Begusarai · Darbhanga · Madhubani · Samastipur
Divisie Kosi: Madhepura · Saharsa · Supaul
Divisie Magadh: Arwal · Aurangabad · Gaya · Jehanabad · Nawada
Divisie Munger: Jamui · Khagaria · Lakhisarai · Munger · Sheikhpura
Divisie Patna: Kaimur · Bhojpur · Buxar · Patna · Rohtas · Nalanda
Divisie Purnia: Araria · Katihar · Kishanganj · Purnia
Divisie Saran: Gopalganj · Saran · Siwan
Divisie Tirhut: Purba Champaran · Pashchim Champaran · Muzaffarpur · Sheohar · Sitamarhi · Vaishali